# Хейан-кьо
35°00′00″ пн. ш. 135°46′00″ сх. д. / 35° пн. ш. 135.76666667° сх. д.

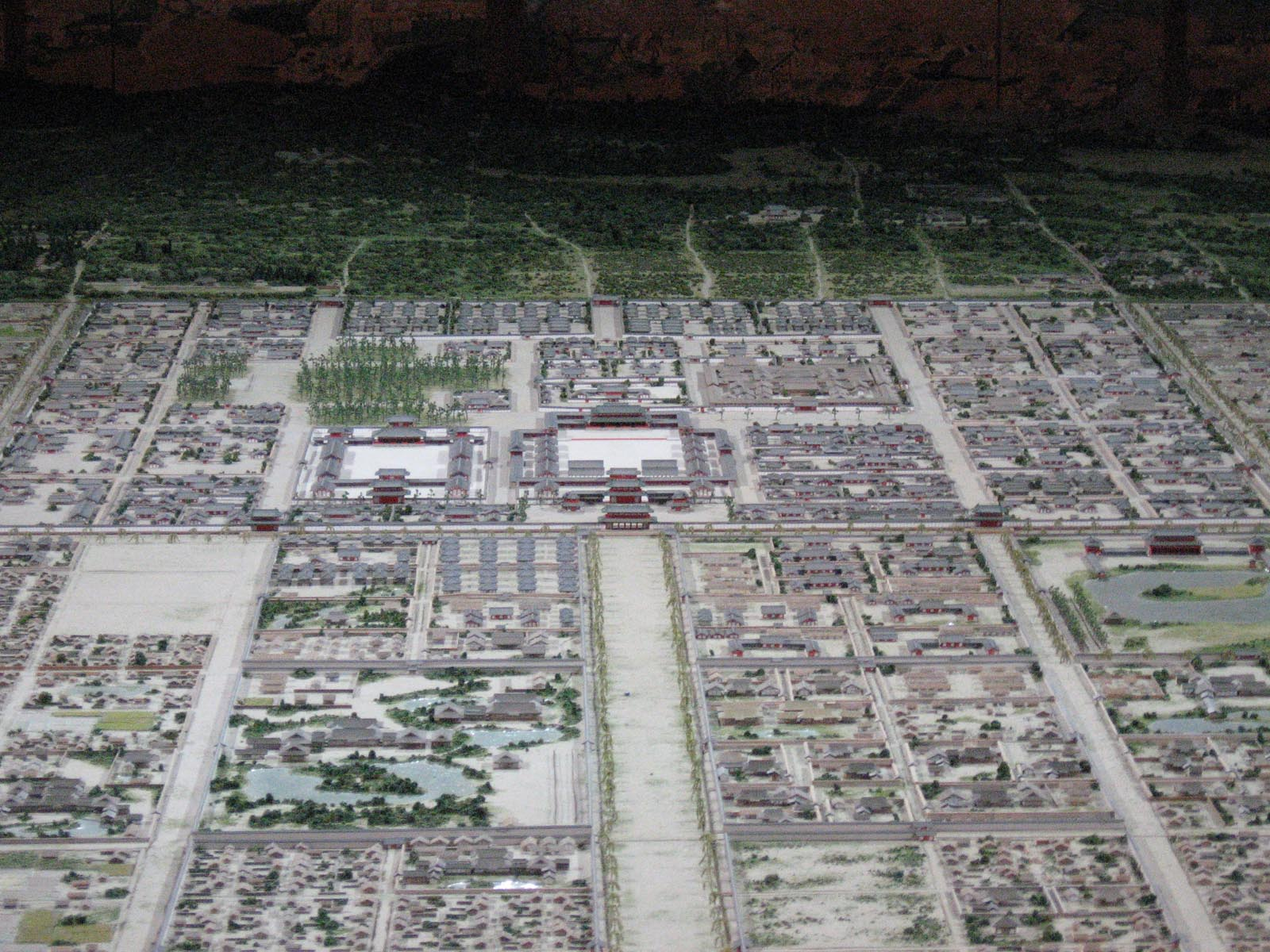
Великі Імператорські хороми

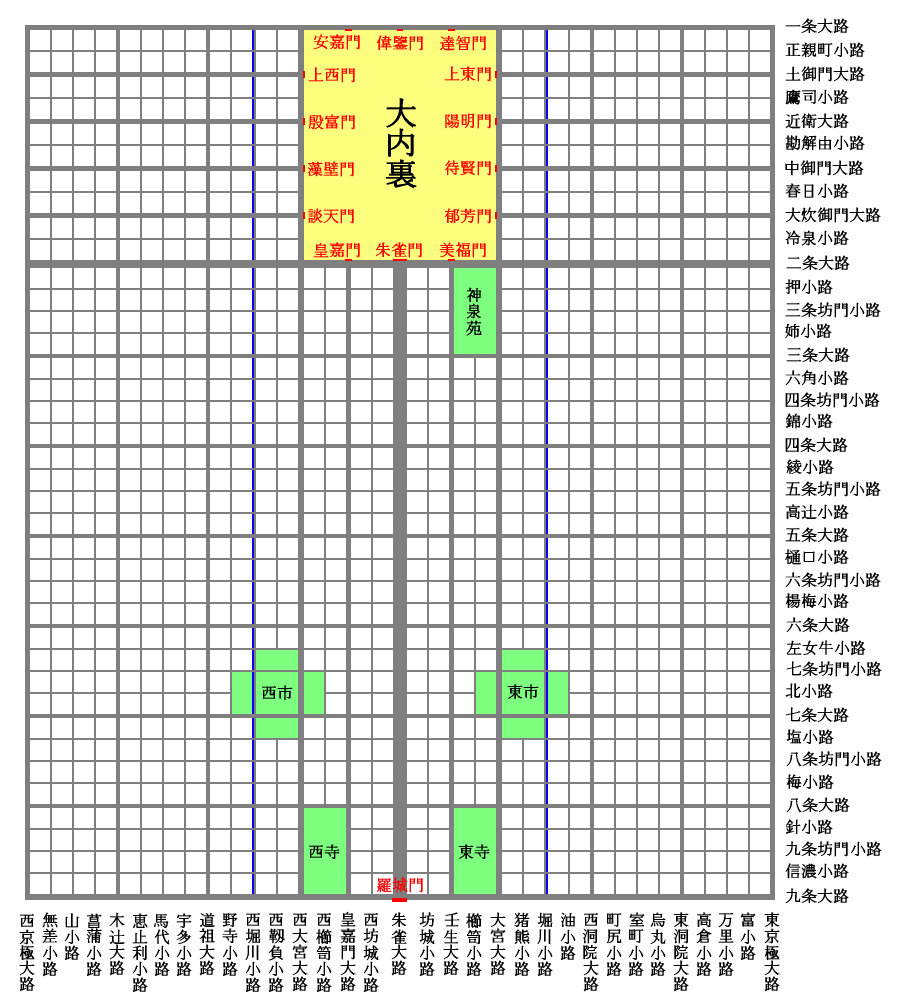
План міста

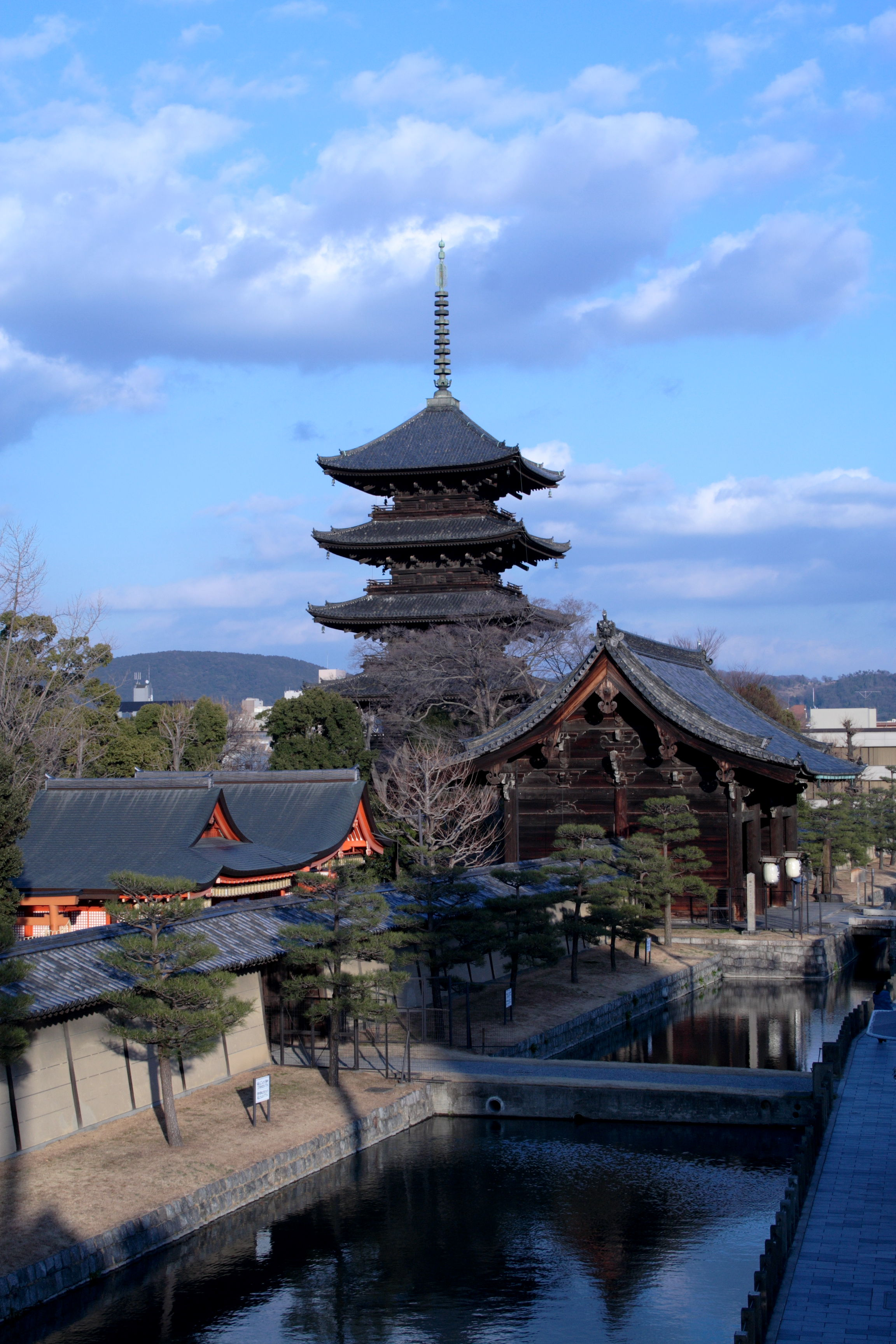
Будівлі «східного» монастиря Тодзі у сучасному Кіото

Столиця Хей'ан (яп. 平安京, へいあんきょう, хей'ан-кьо, «столиця миру і спокою») — столиця японської держави у 794—1869 роках. Знаходилась у центрі Ямасірської западини, у центральній частині сучасного міста Кіото префектури Кіото. Також відома як «Столичне місто» (京の都).

## Короткі відомості
Столиця Хей'ан, як і її попередники Хейдзьо і Наґаока, була спроектована за китайською містобудівною системою «шахової дошки», за зразком танської столиці Чан'ань, з урахуванням китайської філософії феньшуй. З висоти пташиного лету вона нагадувала прямокутник. Її довжина з півночі на південь становила 5,3 км, а з заходу на схід — 4,5 км.
Центральною частиною міста пролягав Проспект Червоного фенікса (朱雀大路, судзаку-одзі), шириною 84 м, що тягнувся від Замкових воріт (羅城門, радзьо-мон) на півдні до Воріт Червоного фенікса (朱雀門, судзаку-мон) Імператорського палацу на півночі. Проспект розділяв столицю на два великих райони: «лівий» (左京, сакьо) і «правий» (右京, укьо). Кожен з них мав власний ринок: «західний» (西市, нісі-іті) для «лівого» та «східний» (東市, хіґасі-іті) для «правого» районів, а також районний буддистський монастир: «західний» Сайдзі (西寺) для «лівого» та «східний» Тодзі (東寺) для «правого» районів.
Окрім проспекту Червоного фенікса, містом проходили інші проспекти (大路, одзі), шириною 24 м, і вулиці (小路, кодзі), шириною 12 м, які ділили його на рівномірні прямокутні «квартали» (町, тьо). 4 ряди кварталів, що прилягали вертикально до проспектів, які проходили з півночі на південь, називалися «сектором» (坊, бо), а 4 ряди кварталів, що прилягали горизонтально до проспектів, які проходили з заходу на схід, іменувалися «смугою» (条, дзьо). Відповідно, столиця поділялася на 9 горизонтальних «смуг» та 4 вертикальні «сектори» для «лівого» і «правого» району. «Смуги», «сектори» і «квартали» мали свої номери для орієнтації у місті.
У північній частині столиці розміщувався Імператорський палац (平安宮, へいあん, хей'ан-кю), який називався Великими Імператорськими хоромами (大内裏, дай-дайрі). Площу, яку він займав, нагадувала неправильний прямокутник, довжиною 1,4 км з півночі на південь та 1,2 км з заходу на схід. Ця територія була оточена невисоким глиняним муром і мала 14 воріт. На північному сході палацу знаходилися Імператорські хороми (内裏, дайрі), у центрі — Династична Зала (朝堂院, тьодоїн) для зборів уряду, на заході — Павільйон веселощів (豊楽院, буракуїн) для святкувань, а довкола них — різноманітні будівлі міністерств, відомств та Імператорської прислуги.
На південному сході від Імператорського палацу, за межами його мурів розташовуйся Сад божественних джерел (神泉苑, сінсен'ен), який використовувався як місце прогулянок Імператора.
Населення столиці Хей'ан у часи її розквіту становило близько 200 тисяч осіб. У середньому воно не перевищувало 100 тисяч осіб.
Занепад Хей'ан поступово відбувався з 10 століття у зв'язку із запустінням «лівого» району столиці через нестачу води, а також малозаселеністю південних кварталів міста, які розташовувалися біля боліт. Мешканці поступово переміщалися на схід, у «правий» район до річки Камо, чим руйнували структуру міста. Численні пожежі призвели до того, що у 12 столітті столиця Хей'ан фактично розкололася на 2 урбаністичних центри — північний «верхній» район Каміґьо та південний «нижній» район Сімоґьо. Сильного удару місто зазнало під час смути Онін 1467—1477 в ході якої майже вся столиця була перетворена на згарище. Через століття, у 1590-х роках, відновленні райони Каміґьо і Сімоґьо були об'єднанні зусиллями полководця Тойотомі Хідейосі у єдине місто Кіото.
У 1869 році, у результаті реставрації Мейдзі та війни Босін, резиденція Імператора була перенесена до міста Едо, що отримало назву Токіо. Фактично воно перетворилося на нову столицю Японії. Однак Імператорського указу про перенесення столиці, який мусив видаватися у таких випадках, проголошено не було, тому ряд японських юристів та істориків вважають, що Хей'ан, сучасне Кіото, залишається столицею країни по сьогоднішній день.
Іменем столиці Хей'ан названий один з періодів японської історії.